# Société française d'équipements pour la navigation aérienne
 (avril 2009).
Si vous disposez d'ouvrages ou d'articles de référence ou si vous connaissez des sites web de qualité traitant du thème abordé ici, merci de compléter l'article en donnant les références utiles à sa vérifiabilité et en les liant à la section « Notes et références ».
Créée en 1947, la Société française d’équipements pour la navigation aérienne (SFENA) fut pendant 40 ans un équipementier aéronautique majeur avant de perdre son identité au sein du groupe Thomson-CSF lors de la création en juillet 1989 de la société Sextant Avionique. Aujourd'hui, c'est la société Thales Avionics SA qui en est l'héritière.
De façon anecdotique, le SFENA a continué longtemps à désigner l'horizon de secours dans le jargon d'anciens pilotes. 

## Historique
La SFENA est née en 1947 à Neuilly-sur-Seine, dans les Hauts-de-Seine. Son siège était situé du 25 au 29 rue du Pont. Cette société anonyme d'économie mixte est due à la volonté des pouvoirs publics d'assurer une indépendance suffisante dans ce domaine.
Initialement simple bureau d'étude, elle s'organise dès 1955 pour produire en série les équipements qu'elle conçoit. C'est ainsi que la SFENA acquiert en 1962, une annexe de l'ancienne Manufacture d'Armes de Châtellerault (MAC) « La Brelandière » 40 rue de la Brelandière, et des éléments de son personnel, afin d'y installer la production des horizons artificiels, essentiellement mécanique. C'est également sur ce site que sera développée plus tard la technologie laser.
En 1970, le siège et les bureaux d'études déménagent à Vélizy-Villacoublay dans le centre technique de recherche construit sur des terrains militaires, près de l'aérodrome de Villacoublay.
La SFENA est alors une filiale de son principal client, l'Aérospatiale, tout comme Crouzet, l'un de ses concurrents dans certains domaines. Elle se diversifie et produit notamment des ordinateurs compatibles PC. Cette division est ensuite cédée à Goupil.
En juillet 1989, la SFENA disparait au sein de Sextant Avionique, nouvelle société constituée également par Crouzet, EAS et la division aéronautique de Thomson-CSF ainsi que sa filiale la société vendômoise d'avionique (SVA), sous l'impulsion de Jean Ségui, qui prend la Direction de l'ensemble. Ce dernier doit quitter le groupe en 1991 pour des raisons médicales.
La nouvelle entité, détenue initialement à 66 % par Thomson-CSF et 34 % par l'Aérospatiale, deviendra ensuite « Thomson-CSF Sextant » en juin 1999 après la cession de ses parts par l'Aerospatiale, avant de devenir en février 2001 la société « Thales Avionics S.A. », partie française de Thales Avionics lors de la création du groupe Thales fin 2000.

## Productions
- Horizons artificiels
- Pilotes automatiques
- Commandes de vol
- Capteurs

Dans le cadre de son activité en électronique, la SFENA a été amenée à développer des systèmes de test automatique, alors inexistants sur le marché. Cette division, nommée DTA, devint rapidement une activité à part entière et une gamme complète de produits fut commercialisée. Cette branche résista à la fusion de 1989 avant d'être cédée à EADS. Elle produit notamment le testeur du Char Leclerc et de l'avion Rafale.
La SFENA développa également des systèmes informatiques (comme par exemple le CO/500, appelé coordinateur) qui furent eux aussi commercialisés au sein d'une division de la société. Cette activité n'a pas résisté à l'avènement du PC. Une des originalités de ces systèmes était l'utilisation d'un langage de programmation en langue française.

## Programmes
- Concorde
- A320 (premières commandes de vol électriques)
- Mirages
- Rafale